# Bathycanadia diaphana
Bathycanadia diaphana är en ringmaskart som beskrevs av Levenstein 1981. Bathycanadia diaphana ingår i släktet Bathycanadia och familjen Polynoidae. Inga underarter finns listade i Catalogue of Life.